# Даніель Жиро Елліот
Даніель Жиро Елліот (англ. Daniel Giraud Elliot, 1835–1915) — американський зоолог, орнітолог, ілюстратор, один із засновників Американського музею природознавства в Нью-Йорку, Зоологічного товариства Франції і співзасновник Американського орнітологічного союзу.

## Епоніми
На честь Даніеля Елліота засновано медаль, яку присуджує Національна академія наук США, а також названо кілька видів:
- сосна Pinus elliottii
- хамелеон Chamaeleo ellioti
- фазан Syrmaticus ellioti
- риба Cichlasoma ellioti
- птах Hydrornis elliotii

## Вибрані публікації
- A monograph of the Paradiseidae or birds of paradise, by Elliot, Daniel Giraud, 1873
- Catalogue of a Collection of Birds Obtained by the Expedition into Somali-land [Архівовано 7 березня 2016 у Wayback Machine.] (1897).
- The Gallinaceous Game Birds of North America, Including the Partridges, Grouse, Ptarmigan, and Wild Turkeys (1897).
- Catalogue of Mammals from the Olympic Mountains, Washington, with Descriptions of New Species [Архівовано 6 березня 2016 у Wayback Machine.] (1899).
- Description of an Apparently New Species of Mountain Goat [Архівовано 20 жовтня 2017 у Wayback Machine.] (1900).
- The Caribou of the Kenai Peninsula, Alaska [Архівовано 21 жовтня 2017 у Wayback Machine.] (1901).
- The Deer Family [Архівовано 7 березня 2016 у Wayback Machine.] (1902, with Theodore Roosevelt, Theodore S. Van Dyke and A.J. Stone).
- Catalogue of Mammals Collected by E. Heller in Southern California [Архівовано 6 березня 2016 у Wayback Machine.] (1904).
- The Land and Sea Mammals of Middle America and the West Indies [Архівовано 30 березня 2015 у Wayback Machine.] (1904).
- A Check List of Mammals of the North American Continent, the West Indies and the Neighboring Seas [Архівовано 30 березня 2015 у Wayback Machine.] (1905).
- A Catalogue of the Collection of Mammals in the Field Columbian Museum [Архівовано 6 березня 2016 у Wayback Machine.] (1907).
- Review of the Primates, Volume I : Lemuroidea; Anthropoidea (Seniocebus to Saimiri) NY, 1912 Smithsonian Libraries [Архівовано 20 жовтня 2017 у Wayback Machine.]